# Публій Алфен Вар
Публій Алфен Вар (I ст. до н. е.) — визначний давньоримський правник, політичний діяч пізньої Римської республіки, консул-суффект 39 року до н. е..

## Життєпис

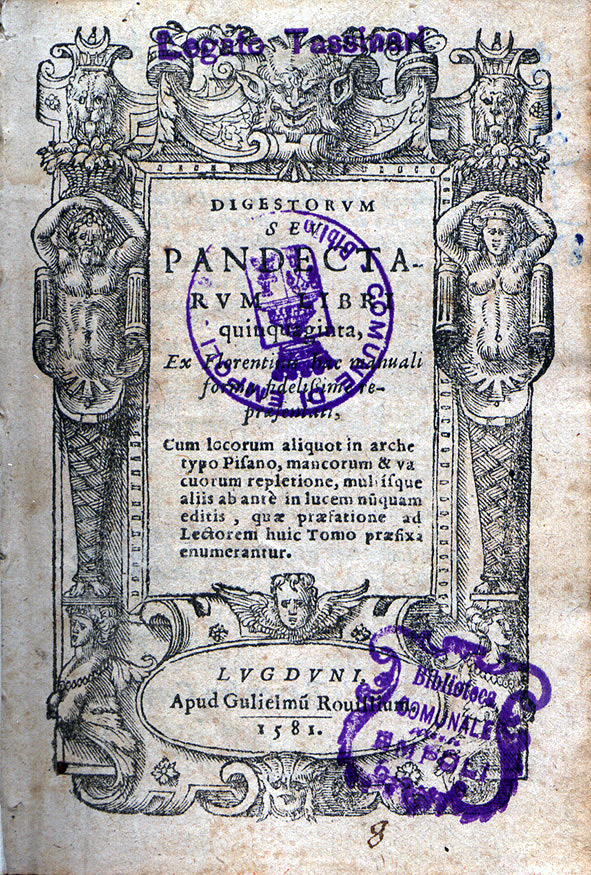
Пандекти з дігест Публія Алфена Вара

Народився у Кремоні у родині середнього статку. Його батько та можливо сам Публій спочатку займалися виготовленням взуття. Потім Вар переїхав до Риму. Тут він став учнем відомого правника Сервія Сульпіція Руфа. Після закінчення навчання зробив чудову кар'єру правника та державного діяча.
У 41 році до н. е. призначений децемвіром для розподілу земель серед ветеранів. Під час виконання цих обов'язків Вар затоваришував з відомими у майбутньому поетами — Гаєм Корнелієм Галлом та Вергілієм. У 39 році до н. е. став консулом-суффектом разом з Луцієм Марцієм Цензоріном. Надалі Алфен Вар здебільшого займався правництвом. 

## Правництво
Алфен Вар здебільшого займався аналізом вже прийнятих законів, вивчав старовинні міждержавні договори, займався цивільним законодавством. Значну частину доробку Алфена з часом використав відомий правник Юлій Павло у своїх працях.

## Доробок
- Дігести з 40 книг.